# Adolf Hansen
Karl Adolf Hansen, auch (Carl) Adolph Hansen,  (* 10. Mai 1851 in Altona; † 24. Juni 1920 in Gießen) war ein deutscher Botaniker und Professor der Botanik in Gießen.

## Leben
Hansen war der Sohn eines Kaufmanns, besuchte das Gymnasium in Altona und absolvierte ab dem Alter von 17 Jahren eine Apothekerlehre in Lübeck mit der pharmazeutischen Staatsprüfung in Bonn 1875. Er studierte ab 1874 Naturwissenschaften (besonders Botanik und Chemie) an der Universität Bonn und wurde dort 1877 in Chemie (Dissertation: Über Verbindungen des Chlorals mit Oxysäure) promoviert. Hansen war ab 1877 Hilfsassistent bei August von Kekulé in Bonn und danach bei dem Botaniker Johannes von Hanstein. Danach war er ein Jahr in Basel bei Hermann Vöchting und Assistent von Maximilian Ferdinand Franz Rees (1872–1901) am Botanischen Institut in Erlangen und ab 1881 Assistent am Botanischen Institut bei Julius Sachs an der Universität Würzburg. Er habilitierte sich 1888 an der TH Darmstadt, an der er danach Privatdozent war. Ab 1891 war er ordentlicher Professor für Botanik an der Universität Gießen und später Leiter des dortigen Botanischen Gartens und Botanischen Instituts. 1901/02 war er Rektor der Universität. 1909 wurde er zum Mitglied der Leopoldina gewählt.
Hansen befasste sich mit Pflanzenphysiologie, besonders chemischer Physiologie der Pflanzen, und Arzneipflanzen. Er war in einige wissenschaftliche Kontroversen verwickelt: mit Houston Stewart Chamberlain über dessen Buch über Goethes Metamorphose der Pflanzen (er verteidigt Goethe gegen die in seinen Augen herabsetzende Behandlung durch Chamberlain) und mit dem dänischen Botaniker Eugenius Warming über die Art der Ausbreitung der von Dünenpflanzen (nach Hansen über Salz, nach Warming Wind).
Zwischen 1891 und 1912 bereiste er als Botaniker die Niederlande und Belgien bis nach Skandinavien, von Frankreich und Spanien bis nach Marokko und Ägypten sowie Nordamerika und Ceylon. Während seiner Darmstädter Zeit (1888–1891) war Hansen außerdem an der Zoologischen Station in Neapel tätig, wo er ein botanisches Laboratorium aufbaute.

## Ehrungen
- 1907: Verleihung des Titels „Geheimer Hofrat“
- 2022: Benennung eines Gewächshauses im Botanischen Garten Gießen („Adolf-Hansen-Haus“)

## Schriften
- Geschichte der Assimilation und Chlorophyllfunction. Engelmann, Leipzig 1882.
- Die Medizinalpflanzen des botanischen Gartens zu Würzburg. In: Repertorium der Anatomie und Physiologie der Pflanzen. 1884, S. 54–68.
- Die Ernährung der Pflanzen (= Das Wissen der Gegenwart. Band 38). Freytag & Tempsky, Leipzig/Prag 1885.
- Systematische Charakteristik der medicinisch-wichtigen Pflanzenfamilien, nebst Angabe der Abstammung der wichtigeren Arzneistoffe des Pflanzenreichs. Stahel, Würzburg 1889.
- Die Farbstoffe des Chlorophylls. Darmstadt 1889.
- Drogenkunde. Ein Leitfaden und Repetitorium für Studium und Praxis. Bonn 1897.
- Die Vegetation der Ostfriesischen Inseln. Ein Beitrag zur Pflanzengeographie besonders zur Kenntnis der Wirkung des Windes auf die Pflanzenwelt. Darmstadt 1901.
- Goethes Metamorphose der Pflanzen. Geschichte einer botanischen Hypothese. 2 Teile. Alfred Töpelmann, Gießen 1907.
- Die Pflanze (= Sammlung Göschen.) Berlin 1914.
- Goethes Morphologie (Metamorphose der Pflanzen und Osteologie). Ein Beitrag zum sachlichen und philosophischen Verständnis und zur Kritik der morphologischen Begriffsbildung. Alfred Töpelmann, Gießen 1919.
  - Neubearbeitung der 3. Aufl. von Anton Kerner von Marilaun: Pflanzenleben, 3 Bände 1913–1916